# Guichard II Dauphin
Guichard II Dauphin, né vers 1365 ou 1371, mort le 25 octobre 1415 lors de la bataille d'Azincourt, est un chef militaire français au service du roi Charles VI durant la guerre de Cent Ans, Grand maître de l'hôtel du roi, seigneur de Jaligny et Treteau, de la Ferté-Chauderon et Bommiers, baron de Luzy.
Il est le fils de Guichard Ier Dauphin, seigneur de Jaligny, Treteau et la Ferté-Chauderon, chambellan du roi Charles V, conseiller du roi, échanson de France (1380-1382),, grand maître des arbalétriers de France, et d' Isabeau de Sancerre,.
Il est l'époux d'Éléonore de Culant, le frère de Louis, qui finit sa courte vie au monastère de Marseigne et le demi-frère de Claudin, connu sous le nom de bâtard de Jaligny.

## Biographie
À la mort de Guichard Ier, en 1403, Guichard II  hérita de ses titres et domaines et, quelques jours plus tard, fit hommage à Louis II de Bourbon pour les terres de Jaligny, Châtelperron et Tréteau. La même année, il reçut en outre de son grand-oncle maternel, Louis de Sancerre, maréchal puis connétable de France, qui avait testé en sa faveur, les terres et châtellenie de Bommiers et la baronnie, château et châtellenie de Luzy. Le 27 novembre 1405, Guichard prit rang parmi les chanoines du chapitre cathédral de Nevers.

### Au service de Charles VI

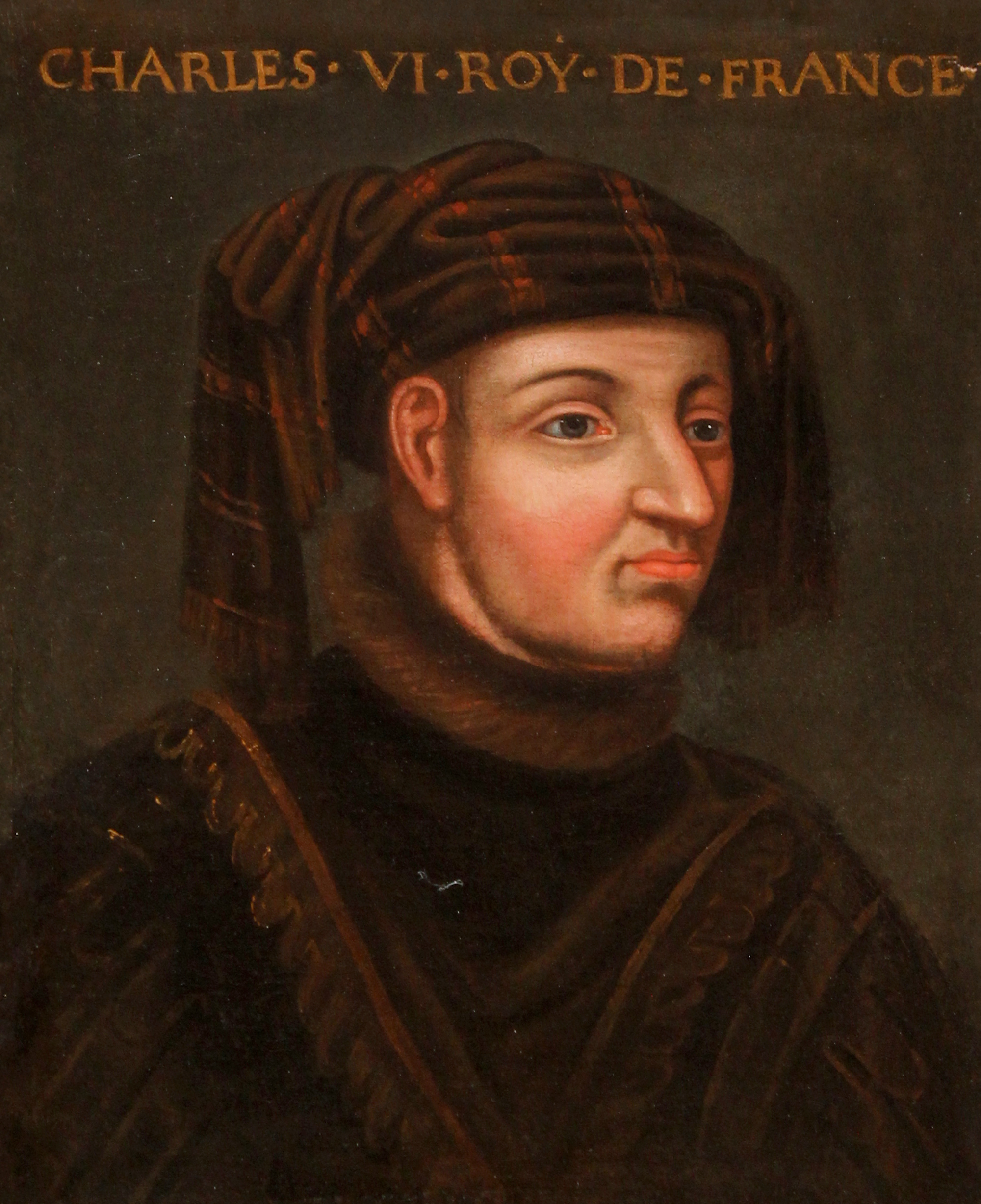
Charles VI de France.

Bien né et richement doté, puisqu'il possédait des terres en Bourbonnais, au premier rang desquelles l'importante seigneurie de Jaligny, mais aussi en Nivernais, avec la baronnie de La Ferté-Chauderon, et en Berry, par l'héritage de son oncle et la dot de son épouse, Guichard II fut une figure marquante de l'histoire du règne de Charles VI.
Il intégra l'hôtel du roi grâce à l'intervention du duc de Bourbon, auquel il manifestait un grand attachement et qui l'avait fait son député le 2 mars 1408. Dès lors, le roi se l'attacha comme conseiller et chambellan, et lui commit la gestion des impôts de la Champagne. Le 30 octobre 1409, il le nomma souverain maître de son hôtel, recevant ainsi le plus haut des offices de la couronne, qui consistait à diriger l'ensemble des services de la maison du roi et à assumer la fonction de surintendant du domaine royal, et, en 1410, membre de la commission chargée de réformer l'administration royale.
Charles VI le chargea également de plusieurs missions diplomatiques. En 1408, Guichard fut envoyé auprès du duc de Bourgogne pour tenter une conciliation au nom du roi, avant de participer à la bataille d'Othée contre les Liégeois qui assiégeaient la ville de Maestricht. En 1410, profitant d'une mission auprès du roi d'Angleterre que le pape avait Alexandre V confiée à Philibert de Naillac, grand-maître des Hospitaliers de l'ordre de Saint-Jean de Jérusalem, la France envoya elle aussi une ambassade à Henri IV. Celui-ci accorda, le 25 mars, un sauf-conduit aux plénipotentiaires français, Pierre Fresnel, évêque de Noyon, Guichard Dauphin, seigneur de Jaligny et maître d'hôtel du roi, Jacques de Châtillon, amiral de France, Guillaume de Tignonville et Gautier Col, secrétaire du roi. Il est probable que ceux-ci rejoignirent Naillac à Westminster, et que les pourparlers furent menés parallèlement par eux au nom de Charles VI et par le grand-maître au nom du pape.

### Guerre de Cent Ans
En 1411, il fut envoyé par le roi pour combattre le duc de Berry, le comte d'Armagnac et le seigneur d'Albret. En 1412, il commanda l'avant-garde des armées du roi lors du siège de Bourges et, la même année, servant les ambitions de Jean sans Peur dont il était devenu le chambellan quelque temps plus tôt, il fut envoyé en Orléanais pour lutter contre les troupes armagnaques et soumit la ville de Jargeau. En récompense, le duc de Bourgogne lui octroya de nombreux dons et pensions pris sur le trésor royal, ainsi que la charge de capitaine– gouverneur de la ville et château de Montreuil.
À cette époque, il combattit à plusieurs reprises contre les Anglais. Il quitta donc le château de Bommiers, que l'alliance avec la maison de Sancerre avait fait entrer dans la famille, et réunit tous les biens meubles dans son château de Jaligny. Le 6 juin 1413, sur le point de se rendre à Montreuil, il dressa lui-même l'inventaire de sa bibliothèque.
Mais, les événements n'étant plus favorables à Jean sans Peur et les Bourguignons ayant quitté Paris, en butte à l'hostilité du duc d'Orléans, contre lequel il s'était déclaré, Guichard II perdit l'office de souverain maître de l'Hôtel au profit du comte de Vendôme le 15 novembre 1413.
En mars 1414, il fut toutefois envoyé par Charles VI au duc de Bourgogne pour recevoir, au nom du roi, le serment de paix entre Armagnacs et Bourguignons. Au début de l'année 1415, en compensation de la perte de sa charge de grand-maître de l'hôtel, on lui accorda le gouvernement du Dauphiné dont il prit possession le 15 juillet 1415 en envoyant comme procureurs noble Artus de Langon et Jean de La Bis. L'acte de prise de possession est daté du mois de septembre 1415 mais on ne sait pas s'il exerça réellement cette charge.

### Combat et mort à Azincourt
Guichard II Dauphin fut mortellement touché à la bataille d'Azincourt le 25 octobre 1415, alors qu'il était lancé dans une charge de cavalerie sur l'aile des troupes françaises. Ses compagnons les plus fidèles rapportèrent sa dépouille à son épouse Éléonore et on l'inhuma au prieuré du Saint-Sépulcre de Jaligny.
Après un long procès entre les héritiers présomptifs de Guichard II, tant du côté paternel que maternel, le fief de Jaligny échut finalement à son arrière-petite-cousine, Blanche Dauphine (1410-1454), petite-fille de Béraud I er d'Auvergne (Dauphin), fille de Béraud II Dauphin

## Bibliothèque de Guichard Dauphin

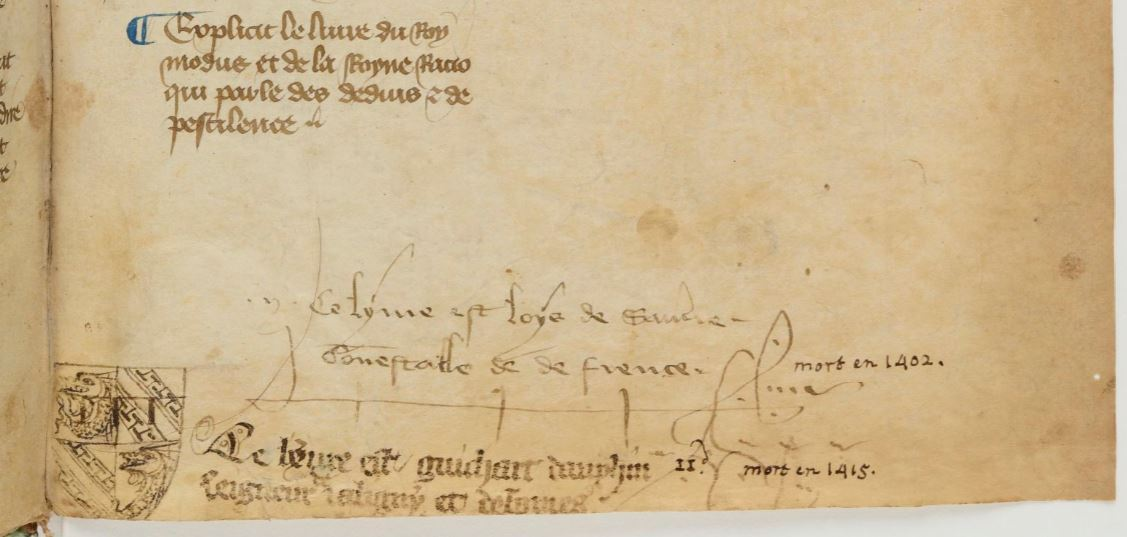
Ex-libris de Guichard II.

Remarquable pour l'époque, la bibliothèque de Guichard Dauphin comptait 83 ouvrages : 42 livres qui étaient originellement au château de Bommiers et qui furent transférés à Jaligny, et 41 volumes constituant le fonds propre de Jaligny. Cela représente probablement le double des bibliothèques nobiliaires de la fin du Moyen-âge, dont la taille moyenne – outre celles du roi et des ducs de Berry et de Bourgogne, voire la « librairie » du duc de Bourbon, qui conservait 324 ouvrages en son château de Moulins – se situerait entre 40 et 50 ouvrages. À titre de comparaison, les connétables Olivier de Clisson et Charles d'Albret ne semblent avoir possédé à cette époque qu'une douzaine de volumes.

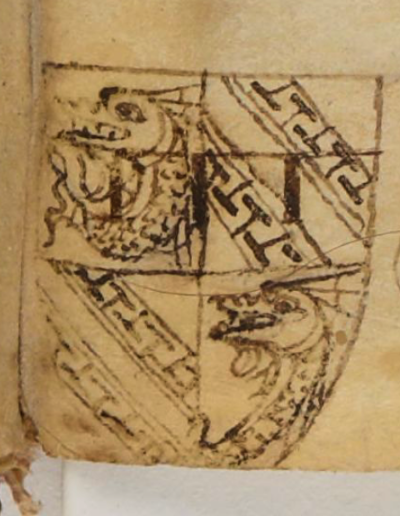
Ex-libris de Guichard II Dauphin (détail).

Trois thèmes représentent à eux seuls plus de 70 % des ouvrages de la bibliothèque : les livres liturgiques, la Bible et les Évangiles (18), la littérature morale et religieuse (18) et les livres de littérature médiévale (19).
Ainsi, à côté des livres de prières et des textes sacrés – missels, livres d’heures, livres d’oraison, psautiers et « ung petit livre des Epistres et des Evangilles en françois et istorié » –, on trouve des livres de « littérature morale et religieuse », tels La Consolation de Boèce en traduction française, La Somme le Roy, manuel d’édification morale et religieuse rédigé en 1279 par le dominicain Laurent du Bois à la demande de Philippe III le Hardi, deux ouvrages d’Ovide, les Métamorphoses et L'Art d'aimer, ou la Légende dorée.

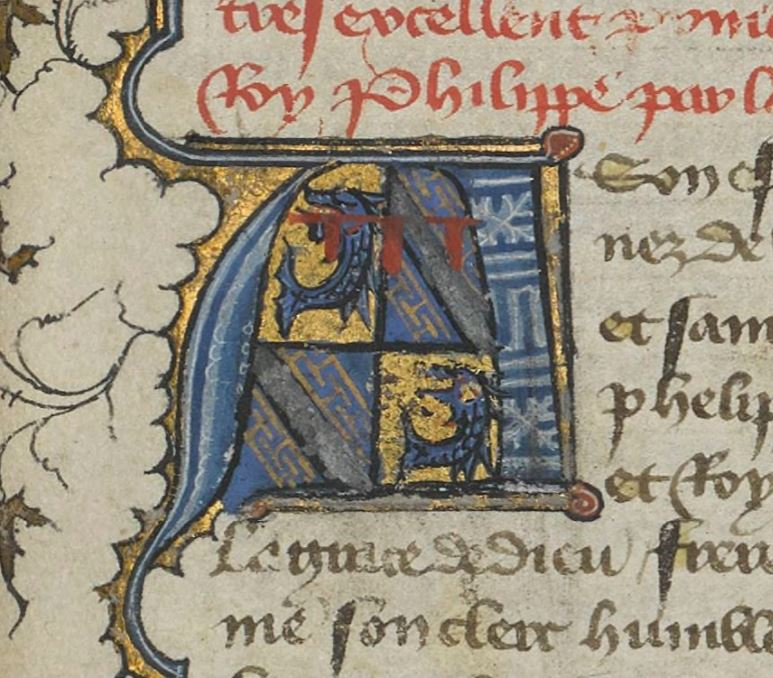
Enluminure aux armes de Guichard II Dauphin.

Les livres de littérature et de poésie médiévales constituent quant à eux près d’un quart de la « librairie ». On peut citer, par exemple Le Dit du chevalier qui fait les cons parler, les Fables d’Isopet, le Roman de Renart, deux ouvrages du cycle arthurien, Lancelot et Merlin, qui côtoient l’Épopée d’Alexandre.
Même si la plupart des livres de cette bibliothèque ont pu être acquis auprès des propriétaires précédents et que Guichard Dauphin n'en a donc fait que reprendre la bibliothèque, la bibliothèque contient encore douze ouvrages écrits après 1385, dont six après 1400 - et il est presque certain qu'il a acquis ces œuvres directement auprès des copistes de la capitale. Sa préférence pour les écrits de Christine de Pizan est également frappante, dont quatre, voire cinq ouvrages sont documentés à Jaligny : ce sont les livres les plus récents de cette bibliothèque.

De l'inventaire de Lincy, Olivier Mattéoni op. cit. conclut que : 

« La fonction et la place de Guichard dans la société politique n’expliquent pas tout. Derrière ces chiffres se cache un amour particulier du livre, que confirme la volonté du souverain maître de rassembler en un lieu unique la totalité des ouvrages qu’il possède. De même, comparée aux bibliothèques de clercs ou de gens de robe, la « librairie » de Guichard Dauphin fait figure de grande bibliothèque. »

## Héraldique
| Blason | Blasonnement : Écartelé aux 1 et 4 d'or au dauphin pâmé d'azur et aux 2 et 3 d’azur à la bande d’argent, côtoyée de deux cotices potencées et contre-potencées d’or, au lambel de gueules brochant sur le tout. Commentaires : D'après la Chronique du religieux de Saint-Denys, le connétable de Sancerre, sans alliance ni enfants légitimes, lui aurait demandé, « pour ne pas voir périr avec luy les armes de sa maison », de les écarteler avec les siennes qui étaient : d'azur, à la bande d'argent, cotoyée de deux cotices d'or, potencées et contre-potencées, au lambel de gueules, brochant sur le tout. |

Ces armes, décrites et dessinées par le Père Anselme dans son Histoire des grands officiers de la Couronne, etc., figurent sur le sceau équestre de Guichard II apposé sur un document 4 septembre 1408. Le lambel brochant sur le tout et pas sur les seules armes de la maison de Sancerre, puinés de la maison de Blois-Champagne, signifierait que les Dauphin de Jaligny brisaient aussi les armes des dauphins d'Auvergne du même lambel et le Père Anselme attribue d'ailleurs à Guichard Ier un écu : « d'or au dauphin pâmé d'azur, au label de gueules de trois pièces en chef » (mais on sait, par le sceau de Guichard Ier, que ses armes ne portaient aucune brisure).
L'historien et héraldiste Jean Le Féron affirme, quant à lui, sans donner davantage d'explications, que Guichard II portait : « d'or au dauphin pâmé d'azur, escartellé de gueulles à trois faces d'or ».
| D'or au dauphin pâmé d'azur allumé, oreillé et lampassé de gueules |
| Dans le Codex Bergshammar (XVe siècle).                            |

| D'or au dauphin pâmé d'azur, au bâton de gueules chargé d'un écusson en chef (Blason des seigneurs de Jaligny). |
| D'après le blasonnement de Baluze.                                                                              |

| Écartelé aux 1 et 4 d'or au dauphin pâmé d'azur (Dauphins d'Auvergne) et aux 2 et 3 d’azur à la bande d’argent, cotoyée de deux cotices potencées et contre-potencées d’or, au lambel de gueules brochant sur le tout (Comtes de Sancerre). |
| Dans l'armorial de la Cour amoureuse, |

| Écartelé aux 1 et 4 d'or au dauphin pâmé d'azur (Dauphins d'Auvergne) et aux 2 et 3 de gueules à trois fasces d'or. |
| D'après le blasonnement de Le Féron.                                                                                |